# Малая Саровка
Малая Саровка — исчезнувшая деревня в Колпашевском районе Томской области. На момент упразднения входила в состав Саровского сельсовета. Упразднена в 1982 году.

## География
Деревня располагалась в устье реки Саровка в близи впадения ее в протоку Орловская, в 2 км (по прямой) к северо-западу от посёлка Большая Саровка.

## История
Деревня была основана в 1934 году тремя семья переселенцев из деревень Трѐх-Устье-Кальджа, Тискино и Пудино.
С 1935 года в составе Кузуровского сельсовета. В 1960 году сельсовет переименован в Саровский по названию центра.
Решение № 56 Томского облисполкома от 17 марта 1982 г. в связи с выездом населения деревня Малая Саровка исключена из учётных данных.

## Население
| 1952 | 1959 | 1970 | 1979 |
| ---- | ---- | ---- | ---- |
| 100  | ↘31  | ↘18  | ↘2   |